# Emmy Hennings

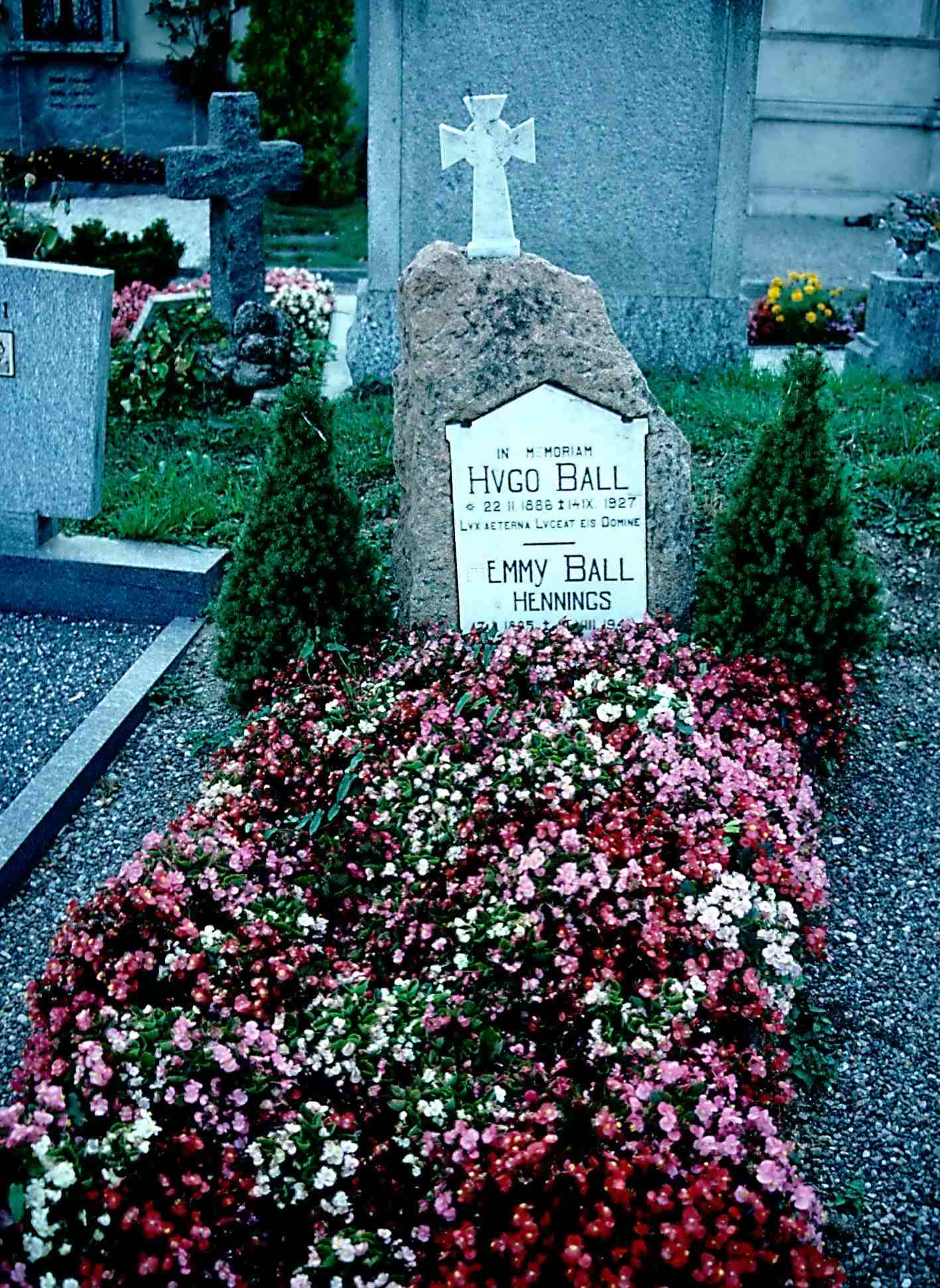
Grab von Hugo Ball und Emmy Ball-Hennings in Gentilino

Emmy Hennings albo Emmy Ball-Hennings (ur. 17 stycznia 1885 we Flensburgu; zm. 10 sierpnia 1948 w Sorengo pod Lugano) – niemiecka pisarka, poetka i artystka kabaretowa. Należała do grona twórców ruchu dadaistycznego.

## Życiorys
Była córką takielarza Ernesta Friedricha Mattiasa Cordsena i wzrastała we Flensburgu. Tam uczęszczała do szkoły ludowej, a po niej pracowała jako służąca. W wieku 18 lat w 1903 wyszła za mąż za
aktora amatora, z którym przyłączyła się do wędrownej trupy. Ich wspólna  córka (w pierwszych latach) wychowywała się we Flensburgu u dziadków. W 1904 Emmy Hennings rozwiodła się i podróżowała samotnie po Niemczech jako prelegentka. W 1905 wstąpiła w Elmshorn do spółki teatralnej Schmidt-Agte. Grała w Elmshorn i Kappeln. W tym czasie była prawdopodobnie związana z należącym również do trupy aktorem Wilhelmem Vio. W latach 1906 – 1908 należała do aktorskiej trupy Ludwiga Georga Brönnera, która  grała w prowincji  Schleswig-Holstein.
Nie posiadając wykształcenia, zdobyła jednak powodzenie i Brönner urządzał dla niej benefisy w miejscowościach, gdzie grali (Tondern, Marne, Plön).
1914 została skazana na wiele miesięcy więzienia (w Monachium) za kradzież i podejrzenie o pomoc w dezercji. 
W 1915 krótko po zwolnieniu wyjechała najpierw do Berlina, później razem z Hugo Ballem emigrowała do Szwajcarii. W Zurychu razem z nim oraz z Sophie Taeuber, Jeanem Arpem, Tristanem Tzarą, Richardem Huelsenbeckem, Marcelem Janco i innymi zakładała Cabaret Voltaire – miejsce, gdzie narodził się dadaizm. By stworzyć więcej miejsca dla sztuki, założono niedługo potem Galerie Dada.
W 1920 Emmy Hennings i Hugo Ball zawarli związek małżeński. W tym czasie odwrócili się od dadaizmu a zwrócili intensywnie ku katolicyzmowi. Wtedy też zaczęła się ich przyjaźń z Hermannem Hesse, trwająca do jego śmierci. Po zgonie Hugo Balla, w roku 1927, Hennings opiekowała się spuścizną po pisarzu,  pisała teksty autobiograficzne, opowiadania, bajki i legendy. Zmarła 10 sierpnia 1948 w Sorengo. Została pochowana w Gentilino u boku męża.